# Chapuisia ornata
Chapuisia ornata là một loài bọ cánh cứng trong họ Chrysomelidae. Loài này được Reiche miêu tả khoa học năm 1847.